# Max von Laue
Max Theodor Felix von Laue, né le 9 octobre 1879 à Pfaffendorf près de Coblence et mort le 24 avril 1960 à Berlin, est un physicien allemand. Il obtient le prix Nobel de physique en 1914 « pour sa découverte de la diffraction des rayons X par des cristaux ».

## Biographie

### Jeunesse et études
Max Laue est né le 9 octobre 1879 à Pfaffendorf, aujourd'hui un quartier de Coblence. Il est le fils de Julius Laue (1848 -1927), un fonctionnaire dans l'administration militaire à qui on autorisera à ajouter une particule à son nom en 1913, et de Minna Zerrenner.
Du fait de la profession du père, la famille déménage beaucoup : successivement à Brandebourg, Altona et Posen. En 1891, ils vivent à Berlin, où Max Laue est élève au lycée royal Guillaume de Berlin. Il visite le musée scientifique Urania (de), où il découvre pour la première fois des expériences de physique, qui font forte impression sur le jeune homme. À Strasbourg, il fréquente le gymnase Jean-Sturm et obtient son abitur en mars 1898. À cette époque, il lit avec avidité les livres de Hermann von Helmholtz et d'Adolf Wüllner (de). En 1896, il découvre les travaux de Wilhelm Röntgen sur la découverte des rayons X, et tente, avec deux camarades de Strasbourg, de créer des circuits électriques pour les détecter, sans succès. Il fait ensuite son service militaire. En 1899, il commence ses études de mathématiques, physique et chimie à l'université de Strasbourg, où il reçoit les cours de Ferdinand Braun, puis à l'université de Göttingen, où les cours de David Hilbert et de Woldemar Voigt le poussent à se spécialiser en physique théorique. En 1901/1902, il est à l'université Louis-et-Maximilien de Munich où il a comme professeurs Alfred Pringsheim et Röntgen. En 1902, il suit des cours à l'université Frédéric-Guillaume de Berlin avec comme professeurs Max Planck (qui enseigne sa toute récente théorie des quanta) et Otto Lummer. Il reçoit son doctorat en juillet 1903, avec une thèse, suggérée par Planck, portant sur la spectroscopie interférentielle. Il retourne ensuite à Göttingen, de 1903 à 1905, où il continue ses études avec Max Abraham et Karl Schwarzschild. Il obtient son habilitation en 1906 à Munich sous la direction d'Arnold Sommerfeld.

### Carrière scientifique
De 1905 à 1909, il est l'assistant de Planck à Berlin. Il fréquente Albert Einstein et s'intéresse à ses travaux sur la relativité restreinte.
De 1909 à 1912, Laue est Privatdozent à Munich. En janvier 1912, une discussion avec Paul Peter Ewald l'incite à examiner la diffraction de rayonnement à courte longueur d'onde sur des cristaux. En juin de la même année, Sommerfeld annonce la réalisation de la diffraction de rayons X par Laue, Paul Knipping et Walter Friedrich. Laue développe une théorie capable d'expliquer ce phénomène, ce qui lui vaudra le prix Nobel de physique 1914.
Laue épouse Magdalene Degen (1891-1961), avec laquelle il a deux enfants : Theodor Hermann von Laue (1916-2000), qui sera historien aux États-Unis, et une fille.
Il travaille ensuite dans différentes universités : à Zurich (1912-1914), de nouveau à Berlin (1914), à Francfort (1914-1919) et à Wurtzbourg (1916), où il travaille avec Wilhelm Wien sur la télégraphie sans fil.
En 1919, il obtient une chaire de physique théorique à l'université de Berlin, où il restera jusqu'à sa retraite en 1943. À Berlin, il côtoie Walther Nernst et Albert Einstein et accueille des étudiants très doués comme Leó Szilárd ou Fritz London. Consultant à la Physikalisch-Technische Bundesanstalt, il y rencontre Walther Meissner et commence à s'intéresser à la supraconductivité.
Directeur adjoint de l'Institut Guillaume II de physique dès 1922, il prend la place d'Einstein à sa direction en 1933 après l'émigration de celui-ci devant la menace nazie. Il en restera le directeur jusqu'à la fin de la Seconde Guerre mondiale (sauf entre 1935 et 1939 où ce rôle échut à Peter Debye).
Opposé au régime nazi, il dénonce publiquement l'idéologie raciste de la Deutsche Physik dans un discours à la Société allemande de physique à Wurtzbourg le 18 septembre 1933. Il prend également la défense du juif Fritz Haber après l'exil forcé hors d'Allemagne de celui-ci.

### Seconde Guerre mondiale
À la suite des bombardements de Berlin pendant la Seconde Guerre mondiale, l'Institut de physique et son directeur déménagent à Hechingen.
Le 23 avril 1945, les troupes françaises prennent Hechingen sans violences. Ils sont accompagnés par un contingent de l'opération Alsos, une mission visant à enquêter sur l'effort nucléaire allemand, à saisir du matériel et à empêcher que des scientifiques allemands ne soient capturés par les Soviétiques. Le conseiller scientifique de l'opération était le physicien Samuel Goudsmit, qui arrête Laue à son domicile et l'emmène en Angleterre pour l'interner avec d'autres scientifiques soupçonnés d'être impliqués dans le développement de technologies nucléaires (voir opération Epsilon). Après des mois de détention, dans de bonnes conditions mais sans pouvoir communiquer avec leurs familles, les scientifiques sont libérés en 1946.

### Fin de vie
Max von Laue participe à la reconstruction de la vie scientifique en Allemagne après la guerre. De 1946 à 1951, il travaille à l'université de Göttingen. Il prend ensuite la direction de l'Institut de chimie physique et d'électrochimie à Dahlem, un quartier de Berlin-Ouest, où il restera jusqu'en 1959.
Le 8 avril 1960 il a un grave accident de voiture. Il meurt des séquelles de l'accident le 24 avril à Berlin.

## Travaux
Il invente une méthode de mesure des longueurs d'onde des rayons X, dans laquelle un cristal (par exemple du sel) est utilisé pour produire une diffraction.
Pour ce travail, qui a aussi permis une étude fine de la structure des cristaux (méthode de Laue), il reçoit le prix Nobel de physique en 1914.
Sa découverte est à l'origine de toutes les méthodes d'analyse par diffraction, à l'aide de neutrons, des rayons X, d'électrons ou de la lumière synchrotron.

## Œuvres
- La Théorie de la relativité, I-Le principe de relativité de la transformation de Lorentz, Gauthier-Villars, 1924 [trad. de la 4e édition allemande] [rééd. Jacques Gabay 2003
- La Théorie de la relativité, II-La relativité générale et la théorie de la gravitation d'Einstein, Gauthier-Villars, 1926 [trad. de la 4e édition allemande] [rééd. Jacques Gabay 2003

## Anecdote

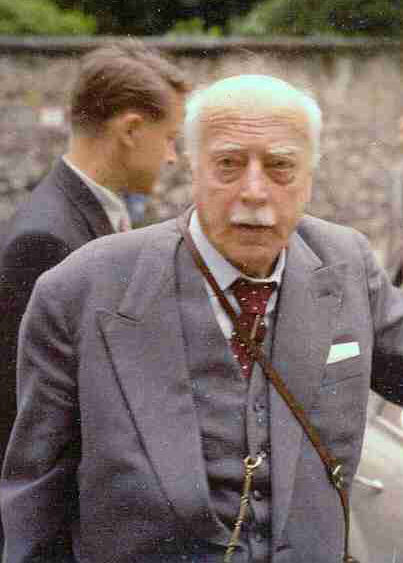
À Lindau, lors de la rencontre des lauréats du prix Nobel en 1959.

Lors de l'invasion du Danemark par l'Allemagne pendant la Seconde Guerre mondiale, le chimiste hongrois George de Hevesy dissout avec de l'eau régale les médailles en or du prix Nobel de von Laue et de James Franck afin d'éviter leur vol par les Nazis. Il garde la solution obtenue sur une étagère de son laboratoire à l'institut Niels Bohr et la récupère après la guerre. Il provoque la précipitation de l'or et la Fondation Nobel peut refondre la médaille à partir de l'or original.